# Крайск

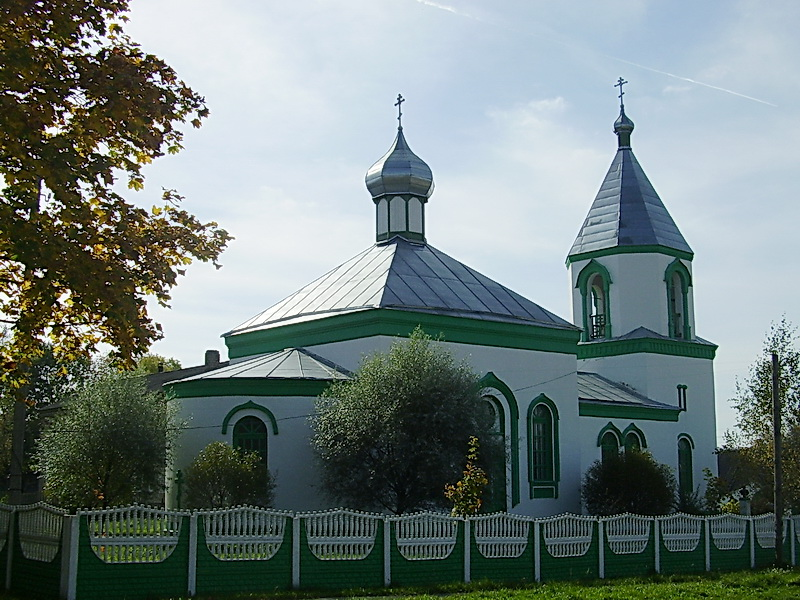
Свято-Николаевская церковь

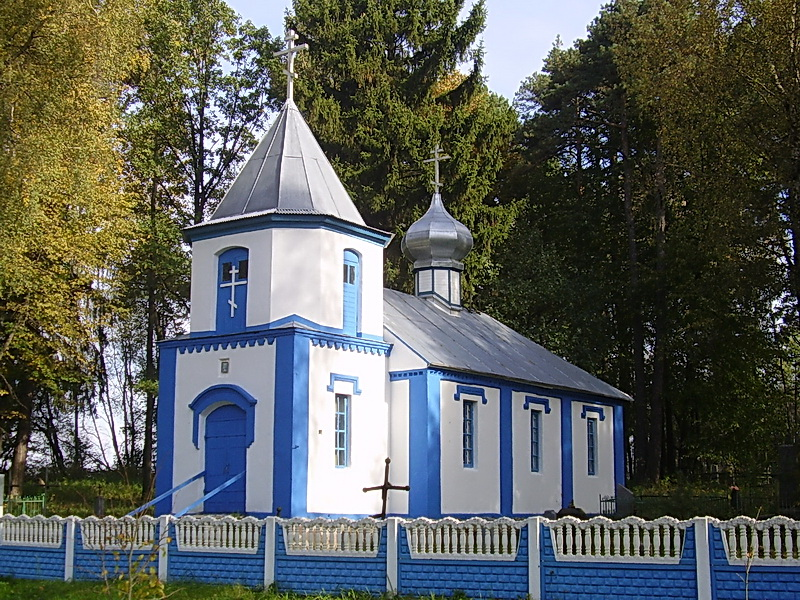
Свято-Алексеевская церковь

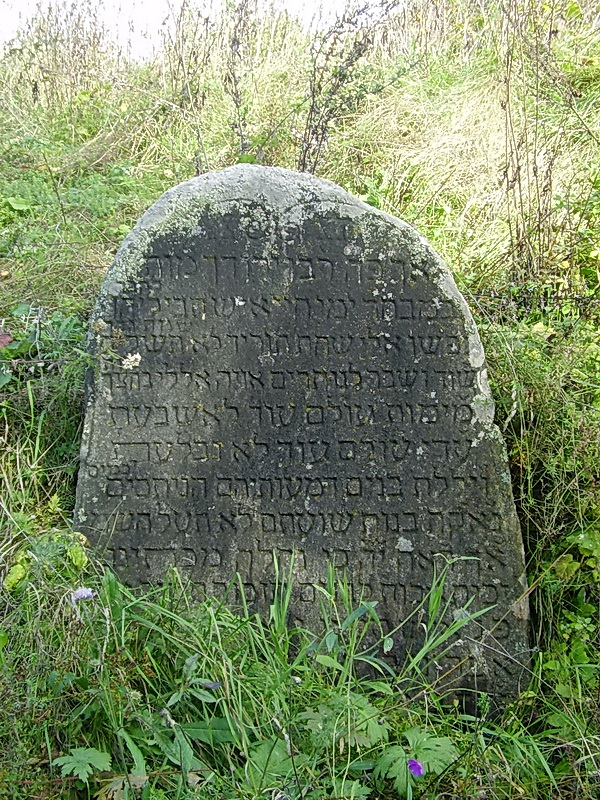
Еврейское кладбище

Крайск (бел. Крайск) — агрогородок в Логойском районе Минской области Белоруссии, центр Крайского сельсовета. Население 354 человека (2009).

## География
Крайск находится в 40 км к северо-западу от райцентра, города Логойск. Село находится на границе с Вилейским районом. Через Крайск течёт небольшая река Крайщанка, приток Вилии. Дороги ведут из Крайска в направлении Долгиново, Избище, Матьковцев и окрестных деревень.

## История
Крайск впервые упоминается в 1523 году как собственность детей Юрия Зеновича. В 1567 году местечко упоминается в переписи войска Великого княжества Литовского. В результате административно-территориальной реформы середины XVI века в Великом княжестве Литовском поселение вошло в состав Ошмянского повета Виленского воеводства. В 1590 году часть местечка принадлежало Ядвиге Носиловской и было получено от отца Юрия Носиловского. После Ядвиги принадлежало ее сыну Яну Остику. В 1590 году в Крайске по описи указана деревянная церковь. К имению принадлежали деревни: Гриневичи, Лотушки и Бубны. В 1593 году Ян Остик продал имение Крайск Волчекам. Инвентарь этой части имения Крайского составлял возный Минского повета Войцех Станиславович Кгезкгайло. В инвентаре описывается само имение Крайск с хозяйским домом, большой конюшней, пивницей, пекарней и мельницей, и местечко Крайск. В местечке была церковь и войт Тришко Иванович. Имению принадлежали деревни: село Тюнки, село Насовники, Терехи, Хождаи (возможно Ходаки), Черноручье, Сморкове, Дудичи, Гриневичи, Харковичи, а недалеко от Харковичей по дороге на Полоцк стояла корчма. 1796 году Гриневичи относятся к Минскому наместничеству, Докшицкого уезда, Крайской волости. Волчеки попытались собрать  все части имения, но, как видно дальше, им это не удалось. Крайское имение было разбито на части. В 1706 году Чижами часть имения Крайского с Гриневичами и Черноручьем было продано Флориану Гораину герба Шрэнява. По инвентарю части Крайска за 1775 год имение находилось в Минском воеводстве и владел им Винцент Лобачевский. В самом местечке была церковь, мельница и корчма. К имению относились деревни: Заболотье, Ходаки, Харки, Годевичи, Деревня, Прудники, Заполье и Троянец.
В результате второго раздела Речи Посполитой (1793) Крайск оказался в составе Российской империи. С 1866 года центр волости и православного прихода Свято-Николаевской церкви в Вилейском уезде Виленской губернии. До 1838 года церковь в Крайске была греко-католическая и называлась «Крайская». С 1835 года метрические книги уже велись на русском языке. В 1838 году священнослужителем был Станислав Комар. В 1866 году церковь сгорела.
В 1864 году в Крайске было открыто народное училище. В 1872 году на месте сгоревшей построена новая православная Свято-Николаевская церковь. По данным на 1886 год Крайск насчитывал 74 жителей, здесь располагались волостное правление, три магазина, православная церковь. В 1897 году построена вторая православная церковь св. Алексея на кладбище.
В 1919 году Крайск вошёл в БССР, где 20 августа 1924 года стал центром сельсовета. В 1929 году в городке организованы колхозы «Красная Беларусь» и «Красный Октябрь». В Великую Отечественную войну оккупанты сожгли 63 двора, погибло 112 жителей, 48 сельчан вывезли в Германию, 15 сельчан погибли на фронте, 11 в партизанской борьбе. С 1962 года в Логойском районе. В 1972 году Крайск насчитывал 83 двора, 250 жителей, в 2003 году — 123 двора, 378 жителей.

## Инфраструктура
В деревне расположены центральная усадьба колхоза имени Буденного, дом культуры, библиотека, средняя школа, детский сад, амбулатория, отделение связи, лесничество, магазин, Свято-Николаевская церковь.

## Достопримечательности
- Свято-Николаевская церковь. Построена в 1872 году.
- Свято-Алексеевская церковь. Расположена на кладбище. Построена в 1897 году.
- Еврейское кладбище, сохранились могильные памятники.